# Paulo Rafael Pereira Araújo
Paulo Rafael Pereira Araújo (født 21. september 1999), kaldet Paulinho, er en portugisisk fodboldspiller, der spiller angriber for Sport Clube União Torreense på leje fra Viborg FF.

## Karriere
Paulinho spillede i lokale ungdomsklubber i sin hjemby Braga i Portugal samt i lavere divisioner, inden han i juli 2020 fik kontrakt med AD Fafe, som på daværende tidspunkt spillede i 3. bedste række. Her spillede han kun i en enkelt sæson, inden C.F. Estrela da Amadora hentede ham til klubben. Her scorede han 6 mål i 27 kampe i den første sæson i 2. bedste række og 9 mål i 12 kampe i den efterfølgende sæson,, inden han i vinteren 2022 blev hentet til Viborg FF.

### Viborg FF
Paulinho kom til klubben på sidste dag i transfervinduet og spillede i alt 11 Superligakampe og scorede 1 mål i sæsonen 2022/2023.
Den 28. juni 2023 blev han udlejet til Portimonense S.C. i hjemlandet Portugal.
Konkurrencen var for stor på Viborg FF-holdet, og han havde haft svært ved at falde til i Danmark.
Den 24. januar 2024 blev han udlejet til Sport Clube União Torreense, efter et skuffende lejeophold hos Portimonense S.C.